# ALCO Century 424
De ALCO Century 424 is een rangeerlocomotief met dieselelektrische aandrijving, gebruikt voor het trekken van goederentreinen.

## Geschiedenis
De Century 424 was een vierassige, 2400 pk (1,8 MW) diesellocomotief voor rangeerdiensten en lichte goederentreinen. Er werden tussen april 1963 en mei 1967 ongeveer 190 exemplaren gebouwd.
Gecatalogiseerd als locomotieven uit de ALCO Century-reeks, is de ALCO Century 424 als opvolger van het vroegere model RS-27 aangeboden als een lager geprijsd alternatief voor de C425. Montreal Locomotive Works (MLW) bouwde ook deze locomotief als MLW Century 424.

## Inzet
De locomotief is ingezet bij de volgende bedrijven:

### Locomotief van Alco
| Eigenaar                              | Aantal | Nummers   | Opmerking                               |
| ------------------------------------- | ------ | --------- | --------------------------------------- |
| Belt Railway of Chicago               | 6      | 600–605   |                                         |
| Erie Lackawanna Railway               | 15     | 2401–2415 |                                         |
| Erie Mining Company                   | 1      | 500       |                                         |
| Ferrocarriles Nacionales de México    | 45     | 8100–8144 |                                         |
| Green Bay and Western Railroad        | 4      | 311–314   |                                         |
| Pennsylvania Railroad                 | 1      | 2415      | herbouwd uit RS27 demo lok: 640-1       |
| Reading Company                       | 10     | 5201–5210 |                                         |
| Spokane, Portland and Seattle Railway | 7      | 300–306   |                                         |
| Toledo, Peoria and Western Railway    | 2      | 800–801   | nu: Morristown & Erie Railway #18 en 19 |
| Wabash Railroad                       | 7      | B900-B906 | gebouwd door NDM                        |
| totaal                                | 98     |           |                                         |

### Locomotief van MLW
| Eigenaar                  | Aantal | Nummers         | Opmerking                        |
| ------------------------- | ------ | --------------- | -------------------------------- |
| Canadian National Railway | 41     | 3200–3240       |                                  |
| Canadian Pacific Railway  | 51     | 8300, 4201–4250 | 8300 en deels vernummerd in 4200 |
| Total                     | 92     |                 |                                  |